# ديتر كمبر
ديتر كمبر (بالألمانية: Dieter Kemper)‏ مواليد 11 أغسطس 1937 في دورتموند، كان دراج ألماني سابق في صنف سباق الدراجات على الطريق وعلى المضمار. سبق أن شارك في دورة الألعاب الأولمبية الصيفية وفاز بميدالية أولمبية. حقق أيضا ميدالية في دورة ألعاب الكومنولث.

## سجل النتائج

### سباقات أو مراحل فاز بها
- طواف فرنسا
- طواف إسبانيا
- طواف سويسرا
- طواف إيطاليا

## الميداليات
| الميدالية | المسابقة                  |
| --------- | ------------------------- |
| ذهبية     | دورة ألعاب الكومنولث 2006 |

## روابط خارجية
- ديتر كمبر على موقع أرشيف الدراجات (الإنجليزية)
- ديتر كمبر على موقع إحصائيات الدراجات الإحترافية (الإنجليزية)
- ديتر كمبر على موقع CycleBase (الإنجليزية)